# Лонкрейн, Ричард
Ричард Лонкрейн (англ. Richard Loncraine; род. 20 октября 1946, Челтнем) — британский кинорежиссёр, получивший «Серебряного медведя» Берлинале за лучшую режиссуру (фильм «Ричард III»).

## Фильмография
- 1975 — Флейм[англ.]
- 1977 — Замкнутый круг
- 1982 — Миссионер
- 1982 — Сера и елей[англ.]
- 1987 — Беллмен и Тру
- 1995 — Ричард III
- 2003 — Мой дом в Умбрии[англ.]
- 2004 — Уимблдон
- 2006 — Огненная стена
- 2009 — Мой единственный
- 2014 — Сама жизнь
- 2017 — Познакомься с новыми обстоятельствами